# Werner Schmitz (Fußballspieler)
Werner Schmitz (* 6. Oktober 1969) ist ein ehemaliger deutscher Fußballspieler.

## Werdegang
Der Stürmer Werner Schmitz begann seine Karriere beim SV Dorsten-Hardt und kam über die SpVg Marl im Sommer 1989 zum Zweitligisten SG Wattenscheid 09. Dort gab er am 30. September 1989 sein Profidebüt beim 1:0-Sieg über Rot-Weiss Essen, bei dem Schmitz nach seiner Einwechselung das Siegtor erzielte. Am Saisonende stiegen die Wattenscheider als Vizemeister hinter Hertha BSC in die Bundesliga auf. In der Bundesliga kam Schmitz zweimal zum Einsatz und blieb ohne Torerfolg. Im Sommer 1991 wechselte er daraufhin zum Zweitligisten SC Fortuna Köln, wo er im Laufe der Saison 1991/92 nicht eingesetzt wurde. 
Schmitz wechselte daraufhin zum Oberligisten SC Verl, mit dem er sich zwei Jahre später für die neu geschaffene Regionalliga West/Südwest qualifizierte. Er wechselte allerdings zum Ligarivalen Preußen Münster, bevor er 1996 zum Regionalligaaufsteiger LR Ahlen weiterzog. Nach nur einem Jahr in Ahlen kehrte er im Sommer 1997 zum SC Verl zurück, wo er ein Jahr später seine Karriere beendete.